# Сладкая жизнь
«Сладкая жизнь» (итал. La Dolce Vita) — чёрно-белый кинофильм режиссёра Федерико Феллини, премьера которого состоялась в 1960 году. Главную роль исполнил Марчелло Мастроянни.
Обладатель главного приза 13-го Каннского кинофестиваля, «Золотой пальмовой ветви» и премии «Оскар» за дизайн костюмов (Пьеро Герарди). Ныне считается кульминационной точкой в карьере Феллини, вершиной его режиссёрского мастерства (наравне с его другим классическим хитом с участием Мастроянни, «Восемь с половиной»).

## Сюжет
Когда я с моими помощниками предпринял попытку создать историю, которая обобщала бы и показывала противоречия, неуверенность, усталость, абсурдность, неестественность определённого образа жизни, то, словно слыша потусторонний голос, стал повторять себе: нет, не надо заботиться о создании повествования, этот фильм не должен представлять собой сюжетную историю. Поступим лучше так: сложим вместе весь собранный материал, поговорим откровенно, поделимся мыслями, вспомним о том, что мы читали в газетах, в комиксах. Положим все наши заметки, все документы на стол в самом хаотическом виде.— Федерико Феллини: Интервью с Федерико Феллини и Марчелло Мастроянни
Действие происходит в Риме в 1950-х годах. Популярный писатель и журналист Марчелло Рубини (Марчелло Мастроянни) вращается в светских кругах, он популярен, обласкан аристократией и богемой, он желанный гость на всех вечеринках, однако что-то его тревожит. В его жизни есть Эмма (Ивонн Фурно), не принадлежащая к богеме, которая боготворит его и мечтает о традиционном браке, все её мысли сосредоточены на любимом, однако именно её простота и отталкивает от неё Марчелло, который сам не знает, чего хочет: сегодня он изменяет Эмме с Маддаленой (Анук Эме), завтра — с американской кинозвездой Сильвией (Анита Экберг). Кажется, он действительно влюбляется в этих женщин, однако утром их чары рассеиваются, и главный герой снова не понимает, куда и зачем он идёт.
Он то вдохновляется буржуазным очарованием семьи Штайнеров, то всё готов сделать для своего отца, которого почти не видит. Когда Эмма пытается покончить с собой, он, кажется, понимает, что любит её и нуждается в ней, но на следующий же день ввязывается в очередное любовное приключение. После ужасного самоубийства талантливого, боящегося жизни и своей незначительности Штайнера (он убил и своих любимых детей), который ранее убеждал Марчелло обратиться к творчеству, возникает бунт против окружающего его мира, надежда на катарсис, но опять лишь ненадолго.
Дважды в фильме появляется девочка Паола с ангельским профилем, официантка прибрежного ресторана, простая, наивная и никак не связанная с привычным Марчелло образом жизни. Короткие случайные встречи с ней как бы призывают его к чему-то, зовут прочь из порочного круга праздности и роскоши, но молодой журналист не может (или не хочет) покинуть его. В последнем кадре на берегу моря после несостоявшегося катарсиса, отделённый от девочки заливом, он силится услышать в шуме волн, что она кричит и пытается донести до него знаками, но тщетно.

## В ролях
| Актёр               | Роль            |
| ------------------- | --------------- |
| Марчелло Мастроянни | Марчелло Рубини |
| Анита Экберг        | Сильвия Рэнк    |
| Анук Эме            | Маддалена       |
| Ивонн Фюрно         | Эмма            |
| Лекс Баркер         | Роберт          |
| Магали Ноэль        | Фанни           |
| Ален Кюни           | Штайнер         |
| Аннибале Нинки      | отец Марчелло   |
| Вальтер Сантессо    | Папараццо       |
| Валерия Чанготтини  | Паола           |
| Риккардо Гарроне    | Риккардо        |
| Ида Галли           | дебютантка года |
| Лаура Бетти         | Лаура           |
| Энцо Черузико       | фотограф        |
| Нико                | в роли себя     |
| Адриано Челентано   | в роли себя     |

## Художественные особенности

### Структура фильма
Как правило, фильм интерпретируют как мозаику из семи основных эпизодов.
Семь основных эпизодов:
1. Эпизод с Маддаленой;
2. Долгая ночь с Сильвией;
3. Отношения со Штайнером. Эпизод состоит из трёх частей: в церкви; вечеринка в доме Штайнеров; самоубийство Штайнера;
4. «явление Мадонны детям»;
5. Визит отца Марчелло;
6. Вечеринка в замке;
7. Сцена на пляже.

Можно провести аналогии: семь смертных грехов, семь таинств, семь дней творения.
Некоторые критики (например, Питер Бонданелла) утверждают, что данный подход неверен и непредубеждённому человеку трудно было бы подогнать последовательность эпизодов под строго нумерологичекую основу.

### О Папараццо
Имя персонажа фильма фотографа Папараццо стало нарицательным. По мнению режиссёра: «Камера живёт за него. Он видит мир только через объектив, поэтому, когда он последний раз появляется в фильме, я даю крупным планом камеру, которую он держит в руках».

### Связь картин «Сладкая жизнь» и «Восемь с половиной»
Эти два осыпанных наградами и хвалебными рецензиями фильма можно объединить в своеобразную дилогию. Оба фильма — истории о мужчине, переживающем творческий кризис. В первом писатель ищет спасения вовне, во втором — режиссёр в собственных воспоминаниях и фантазиях. Оба героя в результате не доводят дело до конца. Писатель не дописал книгу, режиссёр не доснял фильм, однако настроение двух картин разное. «Вы могли бы всё бросить и начать с нуля? Выбрать что-то одно, только одно, и отдаться ему целиком, так, чтобы оно стало целью всей вашей жизни, включило в себя все, было бы всем, оттого что ваша преданность подарит ему бессмертие?», — спрашивает один из персонажей, и сам же отвечает: «Не получится».
«Сладкая жизнь», так оптимистично начинающаяся, показывающая жизнь римской светской публики, заканчивается трагедией главного героя: Паола, по словам автора, «красивая, юная, но в то же время мудрая». Гвидо описывает героиню своего будущего фильма в диалоге с Клаудией, однако это описание можно отнести и к Паоле. Финальный кадр: «Конец» с припиской мелкими буквами «сладкой жизни» ставит точку в судьбе главного героя, да и всей итальянской золотой молодёжи 50-х.
А главный герой «8½», Гвидо, сознательно отказывается продолжать работу над бесперспективной картиной. «Чему он может научить незнакомых, когда он не может сказать элементарную правду даже своим близким?». Конец этого тягучего, сумрачного и тревожного фильма театрально-оптимистичен.
По мнению некоторых критиков, оба фильма — лучшее в творчестве Феллини. Эти фильмы называют попыткой показать, как пуста, бессмысленна жизнь, в которой царят отчуждение и разобщение людей.
Картины оказали значительное влияние на кинематографистов Запада. Считается, что они породили явление, названное впоследствии, отчасти иронически, отчасти серьёзно, «артхаусом».

### Другое[какое?]
Фильм также примечателен участием будущих знаменитостей — Адриано Челентано и Нико.
В год выпуска фильма в прокат католическая церковь восприняла соответствующий эпизод как пародию на идею Второго пришествия Христа; эта сцена и весь фильм в целом были осуждены газетным органом Ватикана «L’Osservatore Romano» в 1960 году. В Испании этот фильм был вообще запрещён к показу вплоть до смерти Франко в 1975 году.
Автором музыки к фильму является композитор Нино Рота, однако основой музыкальной темой, используемой в фильме, является песня «Мэкки-Нож» Курта Вайля из «Трёхгрошовой оперы» Бертольда Брехта.

## Цензура
Правым правительством Фернандо Тамброни этот фильм был запрещён к показу в Италии. Однако кабинет министров Тамброни продержался у власти лишь с марта по июль 1960 года, и с его отставкой фильм снова появился на экранах. Запрет послужил лучшей рекламой «Сладкой жизни», и, как следствие, эта работа стала одной из самых кассовых в творчестве Феллини.

## Награды
- Премия «Оскар» за лучший дизайн костюмов (Пьеро Герарди)
- «Золотая пальмовая ветвь» Каннского Кинофестиваля 1960 года
- Премия нью-йоркских критиков — лучший зарубежный фильм года
- 3 премии «Silver Ribbon» за лучшего актёра, лучший сценарий и лучших художников

Также фильм номинировался на премию «Оскар» в номинациях режиссура, сценарий, декорации, и на премию BAFTA, но в этих номинациях призов не получил.